# Lombang (Giligenteng)
Lombang is een bestuurslaag in het regentschap Sumenep van de provincie Oost-Java, Indonesië. Lombang telt 4109 inwoners (volkstelling 2010).